# Gonzalo Yáñez (álbum)
Gonzalo Yañez es el primer álbum oficial del cantautor, compositor y músico Gonzalo Yáñez.
Fue lanzado en 2004, después de la separación de su grupo No me Acuerdo, en el año 2003. Este álbum trae uno de sus mayores éxitos, la canción Volvemos a Caer, el cual se posicionó rápidamente en N° 1 en las listas musicales chilenas.
Este CD no tuvo muchas presentaciones en vivo y fue muy descuidado por el cantante, ya que ese mismo año, se integra oficialmente a la banda chilena Los Prisioneros.
Aparte de Volvemos a Caer, se lanzaron otros dos sencillos; No me lo Pidas y A mis 20, todos estos con sus respectivos vídeos.

## Lista de canciones
- Todos los temas escritos y compuestos por Gonzalo Yáñez.

1. "No Dejes de Fingir" – 3:14
2. "No Me Lo Pidas" – 4:19
3. "Ahora Son 2" – 3:10
4. "Volvemos a Caer" – 3:54
5. "Nos Vamos a Divertir " – 3:57
6. "A mis 20" – 3:48
7. "Solo Le Pide Una Noche" – 3:41
8. "El Alma en un Sillón" – 3:40
9. "Cada Día Más" – 2:21
10. "Jugando al Solitario (Tango 1)" – 2:20
11. "No Te Voy a Odiar"– 2:15
12. "Una Vez Más"– 3:45
13. "Jugando al Solitario (Tango 2)" – 7:11 (Desde Min 4:14 "Muchacha Ojos de Papel")

## Sencillos
- Volvemos a Caer, 2004.
- No me lo Pidas, 2004.
- A mis 20, 2005.

- Datos: Q16572165